# Café des Orgues

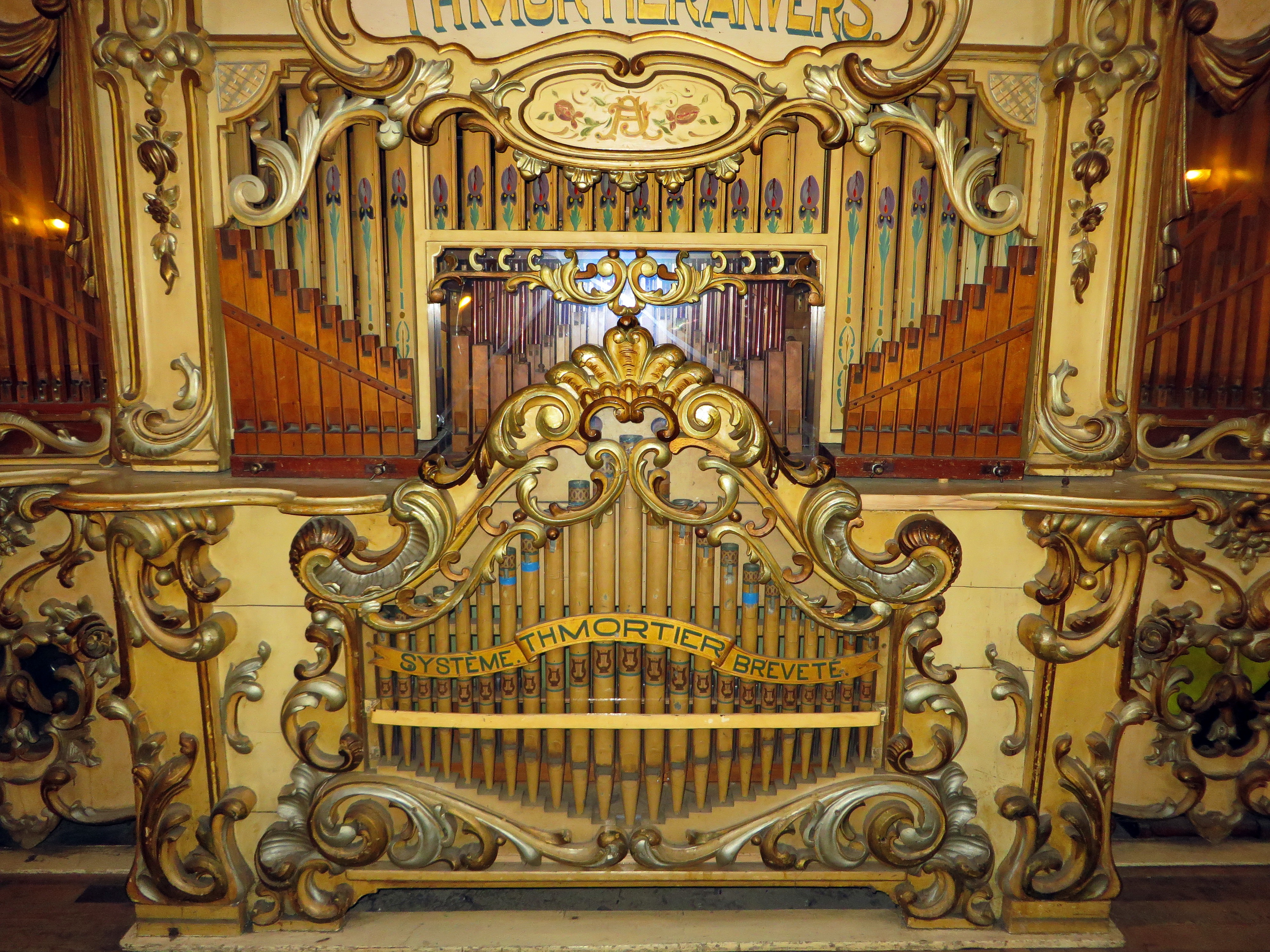
Eén der Mortier-orgels

Het Café des Orgues is een café in de tot het Noorderdepartement behorende plaats Herzele, gelegen aan de Rue des Orgues.
Het café, dat sedert 1965 bestaat, heeft een zaal waarin drie dansorgels van het fabricaat Mortier staan opgesteld. Twee daarvan zijn uitgevoerd in de neo-rococostijl die in zwang was in de tijd dat de orgels werden gebouwd: 1912 en 1926. Het derde orgel is van 1939 en is in art decostijl. De mechanismen van de orgels zijn uitgebreid en kunnen op pneumatische wijze wel 25 instrumenten laten spelen.
De orgels worden bediend door middel van een draaiorgelboek en men beschikt over een 500-tal nummers uit de tijd waarin de orgels werden gebouwd.
Regelmatig wordt er op de muziek van de orgels gedanst.